# Schweizer Meister (Eishockey)

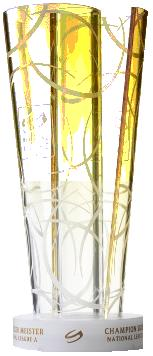
Schweizer-Meister-Trophäe seit 2008

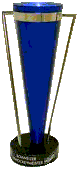
Schweizer-Meister-Trophäe bis 2008

Eishockey ist in der Schweiz eine beliebte Sportart und geniesst ähnlich grosse Popularität wie Fussball. Jährlich spielen die Clubs der höchsten Spielklasse um den Titel des Schweizer Meisters.
Bereits 1904 fand in Davos ein als «Meisterschaft» deklariertes internationales Bandy-Turnier statt, das vom Princes Ice Hockey Club aus London gewonnen wurde. Der 1904 gegründete Eishockeyverband der Romandie trug 1907 und 1908 eine Meisterschaft aus, die beides Mal der HC Bellerive Vevey gewann.
Von 1916 bis 1933 wurde zusätzlich zur Nationalen Meisterschaft, hier galt eine Ausländerbeschränkung, eine Internationale Meisterschaft ohne Ausländerbeschränkung ausgetragen. Die Clubs konnten an beiden Meisterschaften teilnehmen, wobei für die Statistik die Titel der Nationalen Meisterschaft gelten.
Seit der Saison 1937/38 ist die Nationalliga A, die heute National League heisst, als höchste Spielklasse in der Schweiz etabliert. In der Saison 1985/86 wurde der Schweizer Meister erstmals in den Playoffs ermittelt.

## Männer

### Nationale Meisterschaft 1909–1937
| - 1909: HC Bellerive Vevey - 1910: HC La Villa Lausanne - 1911: CP Lausanne - 1912: HC Les Avants - 1913: HC Les Avants - 1914: keine Meisterschaft - 1915: keine Meisterschaft - 1916: HC Bern - 1917: HC Bern - 1918: HC Bern | - 1919: HC Bellerive Vevey - 1920: HC Bellerive Vevey - 1921: HC Rosey-Gstaad - 1922: EHC St. Moritz - 1923: EHC St. Moritz - 1924: HC Rosey-Gstaad - 1925: HC Rosey-Gstaad - 1926: HC Davos - 1927: HC Davos - 1928: EHC St. Moritz | - 1929: HC Davos - 1930: HC Davos - 1931: HC Davos - 1932: HC Davos - 1933: HC Davos - 1934: HC Davos - 1935: HC Davos - 1936: Zürcher SC - 1937: HC Davos |

### Internationale Meisterschaft 1916–1933
Die hier errungenen Titel werden nicht als Meistertitel gezählt.
| - 1916: Akademischer EHC Zürich - 1917: HC Les Avants - 1918: HC Bellerive Vevey - 1919: HC Rosey Gstaad - 1920: HC Rosey Gstaad - 1921: HC Rosey Gstaad | - 1922: HC Château-d’Œx - 1923: EHC St Moritz - 1924: HC Château-d’Œx - 1925: HC Rosey Gstaad - 1926: kein Meister - 1927: HC Davos | - 1928: HC Rosey Gstaad - 1929: HC Davos - 1930: HC Davos - 1931: HC Davos - 1932: HC Davos - 1933: Grasshopper Club Zürich |

### Meisterschaft Nationalliga A 1938–2007
| - 1938: HC Davos - 1939: HC Davos - 1940: keine Meisterschaft - 1941: HC Davos - 1942: HC Davos - 1943: HC Davos - 1944: HC Davos - 1945: HC Davos - 1946: HC Davos - 1947: HC Davos - 1948: HC Davos - 1949: Zürcher SC - 1950: HC Davos - 1951: EHC Arosa - 1952: EHC Arosa - 1953: EHC Arosa - 1954: EHC Arosa - 1955: EHC Arosa - 1956: EHC Arosa - 1957: EHC Arosa - 1958: HC Davos - 1959: SC Bern - 1960: HC Davos - 1961: Zürcher SC | - 1962: EHC Visp - 1963: Villars HC - 1964: Villars HC - 1965: SC Bern - 1966: Grasshopper Club Zürich - 1967: EHC Kloten - 1968: HC La Chaux-de-Fonds - 1969: HC La Chaux-de-Fonds - 1970: HC La Chaux-de-Fonds - 1971: HC La Chaux-de-Fonds - 1972: HC La Chaux-de-Fonds - 1973: HC La Chaux-de-Fonds - 1974: SC Bern - 1975: SC Bern - 1976: SC Langnau - 1977: SC Bern - 1978: EHC Biel - 1979: SC Bern - 1980: EHC Arosa - 1981: EHC Biel - 1982: EHC Arosa - 1983: EHC Biel - 1984: HC Davos - 1985: HC Davos | Einführung der Playoffs - 1986: HC Lugano - 1987: HC Lugano - 1988: HC Lugano - 1989: SC Bern - 1990: HC Lugano - 1991: SC Bern - 1992: SC Bern - 1993: EHC Kloten - 1994: EHC Kloten - 1995: EHC Kloten - 1996: EHC Kloten - 1997: SC Bern - 1998: EV Zug - 1999: HC Lugano - 2000: ZSC Lions - 2001: ZSC Lions - 2002: HC Davos - 2003: HC Lugano - 2004: SC Bern - 2005: HC Davos - 2006: HC Lugano - 2007: HC Davos |

### Meisterschaft National League A 2008–2017
| - 2008: ZSC Lions - 2009: HC Davos - 2010: SC Bern - 2011: HC Davos - 2012: ZSC Lions - 2013: SC Bern - 2014: ZSC Lions - 2015: HC Davos - 2016: SC Bern - 2017: SC Bern - 2018: ZSC Lions - 2019: SC Bern - 2020: keine Titelvergabe (Abbruch der Saison aufgrund der Corona-Pandemie) - 2021: EV Zug - 2022: EV Zug - 2023: Genève-Servette HC - 2024: ZSC Lions - 2025: ZSC Lions |

### Statistik
| Titel insgesamt | Titel seit 1986 * | Club                                       |
| --------------- | ----------------- | ------------------------------------------ |
| 31              | 6                 | HC Davos                                   |
| 16              | 10                | SC Bern                                    |
| 11              | 8                 | ZSC Lions (früher Zürcher SC)              |
| 9               | –                 | EHC Arosa                                  |
| 7               | 7                 | HC Lugano                                  |
| 6               | –                 | HC La Chaux-de-Fonds                       |
| 5               | 4                 | EHC Kloten                                 |
| 3               | –                 | HC Bellerive Vevey                         |
| 3               | –                 | EHC St. Moritz                             |
| 3               | –                 | HC Bern                                    |
| 3               | –                 | EHC Biel                                   |
| 3               | 3                 | EV Zug                                     |
| 3               | –                 | HC Rosey-Gstaad                            |
| 2               | –                 | HC Les Avants                              |
| 2               | –                 | Villars HC                                 |
| 1               | –                 | HC La Villa, Ouchy                         |
| 1               | –                 | Club des Patineurs de Lausanne             |
| 1               | –                 | EHC Visp                                   |
| 1               | –                 | GCK Lions (früher Grasshopper Club Zürich) |
| 1               | –                 | SCL Tigers (früher SC Langnau)             |
| 1               | 1                 | Genève-Servette HC                         |

### Titel in Serie

#### Pre-Playoff-Ära (vor 1986)
Nicht eingerechnet sind die Titel, die in der «Internationalen Meisterschaft» (1916–1933) errungen wurden.
- 11 Titel in Folge: HC Davos (1937–1948)
- 7 Titel in Folge: EHC Arosa (1951–1957)
- 7 Titel in Folge: HC Davos (1929–1935)
- 6 Titel in Folge: HC La Chaux-de-Fonds (1968–1973)
- 3 Titel in Folge: HC Bern (1916–1918)
- 2 Titel in Folge: HC Les Avants (1912–1913); HC Bellerive Vevey (1919–1920); EHC St. Moritz (1922–1923); HC Rosey-Gstaad (1924–1925); HC Davos (2×; 1926–1927; 1984–1985); Villars HC (1963–1964); SC Bern (1974–1975)

#### Playoff-Ära (ab 1986)
- 4 Titel in Folge: EHC Kloten (1993–1996)
- 3 Titel in Folge: HC Lugano (1986–1988)
- 2 Titel in Folge: SC Bern (2×; 1991–1992, 2016–2017); ZSC Lions (2×; 2000–2001, 2024–2025), EV Zug (2021–2022)

### Namensänderungen
- Der Zürcher SC und die Eishockeyabteilung des Grasshopper-Clubs Zürich fusionierten 1997. Beide Vereine änderten in der Folge ihre Namen. Aus dem ZSC wurden die ZSC Lions. Der Grasshopper-Club Zürich wurde zu den GCK Lions und bildet das Farmteam der ZSC Lions.
- Der EHC Kloten hiess von 2000 bis 2016 Kloten Flyers.
- Der SC Langnau heisst heute SCL Tigers.

## Frauen

### Schweizer Frauen-Meister seit 1987
- 1987: EHC Kloten Specials
- 1988: EHC Kloten Specials
- 1989: Grasshopper Club Zürich
- 1990: Grasshopper Club Zürich
- 1991: Grasshopper Club Zürich
- 1992: EHC Bülach
- 1993: SC Lyss
- 1994: DHC Langenthal
- 1995: SC Lyss
- 1996: SC Lyss
- 1997: DHC Lyss
- 1998: EV Zug
- 1999: EV Zug
- 2000: DSC St. Gallen
- 2001: SC Reinach
- 2002: SC Reinach
- 2003: SC Reinach
- 2004: EV Zug
- 2005: EV Zug
- 2006: HC Lugano
- 2007: HC Lugano
- 2008: DHC Langenthal
- 2009: Ladies Team Lugano
- 2010: Ladies Team Lugano
- 2011: ZSC Lions Frauen
- 2012: ZSC Lions Frauen
- 2013: ZSC Lions Frauen
- 2014: Ladies Team Lugano
- 2015: Ladies Team Lugano
- 2016: ZSC Lions Frauen
- 2017: ZSC Lions Frauen
- 2018: ZSC Lions Frauen
- 2019: Ladies Team Lugano
- 2020: keine Titelvergabe (Abbruch der Saison aufgrund der Corona-Pandemie)
- 2021: HC Ladies Lugano
- 2022: ZSC Lions Frauen
- 2023: ZSC Lions Frauen
- 2024: ZSC Lions Frauen
- 2025: SC Bern Frauen

### Statistik
| Titel | Club                                                  |
| ----- | ----------------------------------------------------- |
| 12    | ZSC Lions Frauen bis 1997 als Grasshopper Club Zürich |
| 8     | HC Lugano                                             |
| 4     | EV Zug                                                |
| 4     | DHC Lyss bis 1996 als SC Lyss                         |
| 3     | SC Reinach                                            |
| 2     | DHC Langenthal                                        |
| 2     | EHC Kloten Specials                                   |
| 1     | DSC St. Gallen                                        |
| 1     | EHC Bülach                                            |
| 1     | SC Bern Frauen                                        |